# Medina crocea
Medina crocea är en tvåvingeart som först beskrevs av Villeneuve 1950.  Medina crocea ingår i släktet Medina och familjen parasitflugor. Inga underarter finns listade i Catalogue of Life.